# Jakob Knauer
Jakob Knauer (* 11. März 1999) ist ein deutscher Handballspieler. Er ist 1,93 m groß und wiegt 87 kg.
Knauer, der seit 2017 für den deutschen Verein HSC 2000 Coburg (Rückennummer 25) spielt, wird auf der Position Rückraum Rechts eingesetzt. Er stammt aus der eigenen Jugend des HSC 2000 Coburg und wechselte 2014 in das Sportinternat der Füchse Berlin. Dort gewann er unter anderem zweimal die deutsche B-Jugend-Meisterschaft und schaffte den Sprung in die Jugend-Nationalmannschaft.